# Shane West

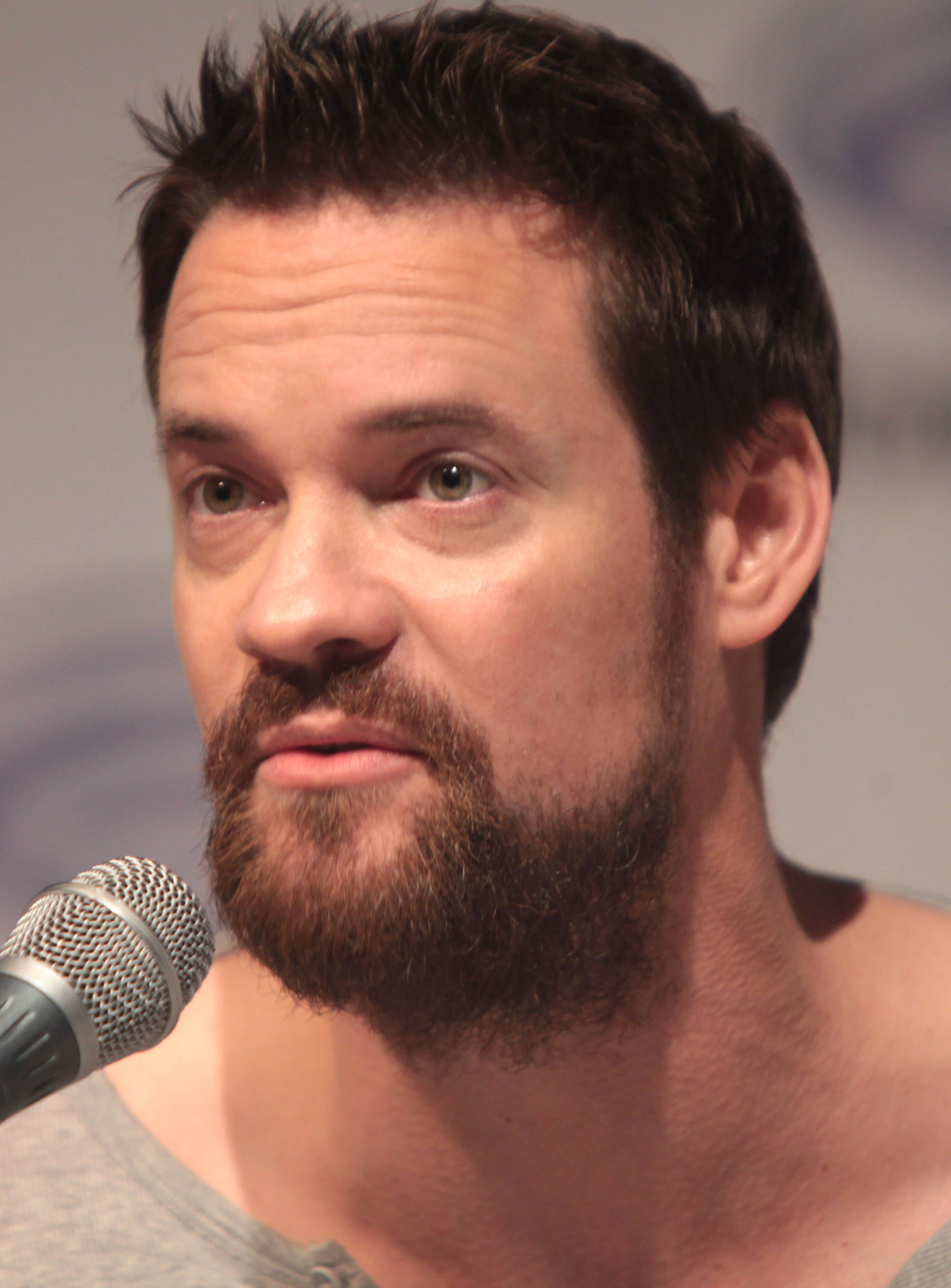
Shane West auf der WonderCon (2015)

Shane West (* 10. Juni 1978 in Baton Rouge, Louisiana als Shannon Bruce Snaith) ist ein US-amerikanischer Schauspieler und Musiker.

## Karriere
West strebte bereits im Alter von 15 Jahren eine Schauspielerkarriere an. Seine erste größere Rolle hatte er von 1999 bis 2002 in der Familienserie Noch mal mit Gefühl, und ab 2004 spielt er in der Krankenhausserie Emergency Room – Die Notaufnahme die Rolle des Assistenzarztes Dr. Ray Barnett. Seinen letzten regulären Auftritt als Ray Barnett hatte West in der letzten Episode der 13. Staffel von Emergency Room, danach stieg er aus der Fernsehserie aus. Er hatte jedoch in Folge 5 der finalen 15. Staffel einen Gastauftritt.
Neben der Schauspielerei schreibt Shane, der aus einer musikalischen Familie kommt, Lieder für seine Band Jonny Was, in der er singt und auch Gitarre spielt. Seit 2005 ist West auch als Sänger der Punkband Germs unterwegs. Er wurde Teil der Band, als er im Film What We Do Is Secret, welcher die Geschichte der Band behandelt, den verstorbenen Darby Crash so überzeugend verkörperte, dass Gitarrist Pat Smear ihm anbot, der Band auch im wirklichen Leben beizutreten.

## Filmografie (Auswahl)
- 1997: Abenteuerliche Erbschaft (The Westing Game)
- 1998: Sliders – Das Tor in eine fremde Dimension (Sliders, Fernsehserie, Folge S04E11 Amerika den Amerikanern)
- 1998: Buffy – Im Bann der Dämonen (Buffy the Vampire Slayer, Fernsehserie, Folge 2x20)
- 1999: Liberty Heights
- 1999–2002: Noch mal mit Gefühl (Once and Again)
- 2000: A Time For Dancing
- 2000: Hoffnungslos verliebt (Whatever It Takes)
- 2000: Wes Craven präsentiert Dracula (Wes Craven Presents Dracula 2000)
- 2001: Ran an die Braut (Get Over It)
- 2002: Nur mit Dir – A Walk to Remember (A Walk to Remember)
- 2003: Die Liga der außergewöhnlichen Gentlemen (The League of Extraordinary Gentlemen)
- 2004–2009: Emergency Room – Die Notaufnahme (ER, Fernsehserie, 70 Folgen)
- 2005: The Optimist
- 2006: What We Do Is Secret
- 2006: The Optimist – Eine Familie mit besonderer Note (The Elder Son)
- 2009: Die Echelon-Verschwörung (Echelon Conspiracy)
- 2009: The Lodger
- 2009: Red Sands
- 2010: El Dorado (zweiteilige Miniserie)
- 2010–2013: Nikita (Fernsehserie, 72 Folgen)
- 2014: Red Sky
- 2016: The Outbreak (Here Alone)
- 2014–2017: Salem (Fernsehserie)
- 2017: Das Erwachen des Zodiac-Mörders (Awakening the Zodiac)
- 2019: Gotham (Fernsehserie, 4 Folgen)
- 2020: Gossamer Folds
- 2022: Escape the Field
- 2022: Mid-Century
- 2022: Maneater